# Cartas Persas
Cartas Persas (Lettres persanes) é uma compilação de textos do filósofo francês Barão de Montesquieu escritos de 1711 a 1720 e publicados anonimamente em 1721. Obra de sua juventude, é um relato imaginário, sob a forma epistolar, sobre a visita de dois fictícios amigos persas, Rica e Usbeck, a Paris, durante o reinado de Luís XIV. Eles escrevem para seus amigos na Pérsia tudo o que veem lá. Por meio desta narrativa, critica a sociedade, os costumes, as instituições políticas e os abusos da Igreja e do Estado na França e Europa da época. Espirituoso e irreverente, esse primeiro livro de Montesquieu tem um fundo sério, pois relativiza os valores de uma civilização pela comparação com os de outra muito diferentes. Verdadeiro manual do Iluminismo, foi uma das obras mais lidas no século XVIII.
Diderot (1713-1784), em seu Carta sobre o comércio do livro, comenta: Que livro é mais contrário aos bons costumes, à religião, aos lugares-comuns da filosofia e da administração, em uma palavra, a todos os estereótipos banais, e consequentemente mais perigoso do que as Cartas Persas? O que se pode fazer de pior? Existem contudo cem edições das Cartas Persas e não há um estudante em toda a Universidade que não ache um exemplar nos sebos por doze vinténs (tradução de Bruno Feitler).